# 東京キッド
「東京キッド」（とうきょうきっど）は、1950年7月20日に発売された美空ひばりのシングルおよび、同年9月9日に公開された斎藤寅次郎監督による映画である。

## 概要

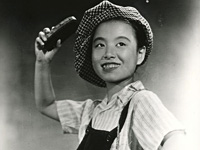
映画「東京キッド」の美空ひばり

1950年9月に公開され、当時13歳だったひばりが主演し、ひばりが「師匠」と慕っていた川田晴久との共演も果たした松竹映画『東京キッド』の主題歌として製作された。
明るく楽しいリズムの本楽曲と映画が共に大ヒットし、戦後混乱期の日本人に夢と希望を与えたと言われている。
「キッド」とは「子供、若者」という意味であり、本楽曲のタイトルは「東京の街の子」という意味がある。「チューインガム」、「フランス香水」、「チョコレート」など舶来のものが歌詞に多く含まれており、戦後間もない当時としては斬新なものであった。
当時「天才少女歌手」と呼ばれた美空ひばりの初期の代表曲として知られており、本楽曲は美空ひばりの全シングルの売り上げランキング第9位となっている。1998年時点でのシングル（アナログ盤とCDの合計）売上は日本コロムビア調べで100万枚（概数）である。2019年に日本コロムビアが公表した累計売上枚数は120万枚で、ひばりの楽曲の中で累計売上枚数第8位である。

## 収録曲

### オリジナル盤
1. 東京キッド
  - 作詞：藤浦洸、作曲：万城目正、編曲：仁木他喜雄
2. 浮世航路
  - 作詞：藤浦洸、作曲：万城目正、編曲：田代与志

### 1991年盤
1. 東京キッド
  - 作詞：藤浦洸、作曲：万城目正、編曲：仁木他喜雄
2. お祭りマンボ
  - 作詞・作曲・編曲：原六朗

## カバー
- 天童よしみ（1996年、アルバム『夢歌〜天童・美空ひばりを歌う〜』に収録）
- キム・ヨンジャ（1996年、アルバム『悲しい酒、ひばりの佐渡情話 -美空ひばりを歌う Vol.I-』に収録）
- カヒミ・カリィ（2000年、アルバム『美空ひばりトリビュート』に収録）
- TOMATO CUBE（2001年、三洋信販「ポケットバンク」CMソング）[6][7]
- CLOUD（三洋信販「ポケットバンク」CMソング）[7]
- さだまさし（2008年、アルバム『情継 こころをつぐ』に収録）
- 岡林信康（2010年、アルバム『レクイエム〜我が心の美空ひばり〜』に収録）
- 松山千春（2010年、シングル『リスペクト 美空ひばり「津軽のふるさと」』に収録）
- 水樹奈々（2011年、ライブビデオ『NANA MIZUKI LIVE GRACE -ORCHESTRA-』に収録）
- イルカ（2012年、アルバム『ほのぼの倶楽部』に収録）
- クミコ（2014年、アルバム『美しい時代のうた 〜クミコ コロムビア カヴァーズ〜』に収録）
- DJ TATSUKI （2022年、配信シングル「TOKYO KIDS」に収録）- 当楽曲をサンプリングし、2022年5月27日に「TOKYO KIDS feat. IO & MonyHorse」として配信リリース。同年11月19日にはリミックス版の「TOKO KIDS Remix feat. Zeebra ＆ 般若」が配信され、制作されたリミックス版のミュージック・ビデオには美空ひばりの息子である加藤和也も出演している[8]。

## 映画

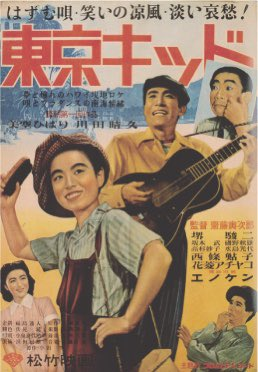
ポスター

1950年9月9日、松竹公開。上映時間、81分。

### スタッフ
- 監督:斎藤寅次郎
- 脚色:伏見晁
- 原作:長瀬喜伴
- 企画:福島通人
- 製作:小出孝
- 撮影:長岡博之
- 美術:浜田辰雄
- 音楽:万城目正
- 録音:大村三郎
- 照明:小泉喜代治

### キャスト
- 美空ひばり マリ子
- 川田晴久 三平
- 高杉妙子 富子
- 花菱アチャコ 谷本浩一
- 堺駿二 新六
- 水島光代 静子
- 坂本武 亀造
- 西條鮎子 晴子
- 磯野秋雄 友田
- 榎本健一 細川大八
- 大杉陽一 佐栗
- 小藤田正一 多吉
- 山本多美 お福